# Gerald FitzGerald (3e comte de Desmond)
Pour les articles homonymes, voir Gerald FitzGerald et FitzGerald.
Gerald fitz Maurice FitzGerald (né vers 1335 et mort le 12 octobre 1398), également connu 
sous le nom gaélique de Gearóid Iarla (c'est-à-dire: Comte Gerald), membre de la famille Hiberno-Normande FitzGerald, est le 3e comte de Desmond, dans le sud-ouest de l'Irlande, de 1357 à sa mort.

## Origine
Gérald est le fils de Maurice FizGerald et de sa 3e épouse Aveline, fille de Nicolas FitzMaurice, 3e seigneur de Kerry,. Il est le demi-frère de son prédécesseur Maurice FitzGerald, 2e comte de Desmond.

## Jeunesse
En 1356, il est envoyé en Angleterre comme otage en signe de la bonne volonté de son père mais ce dernier meurt l'année suivante et il est libéré. Trois ans plus tard, il succède à son frère Maurice, qui meurt sans héritier masculin, et il devient le 3e comte de Desmond.
Le roi Édouard III d'Angleterre confirme à Gerald la possession de ses vastes domaines dans le Munster, sous réserve qu'il épouse Éléonore Butler, la fille de, James Butler 2e comte d'Ormond et Lord justicier d'Irlande qui lui apporte en outre comme dot une partie de la baronnie d'Inchiquin en Imokelly. Gerald accepte mais, contrairement à ce qui était espéré, il ne fait pas la paix avec le comte d'Ormond ni n'adopte les coutumes anglaises.

## Comte et poète
Gerald entretient de bonnes relations avec ses voisins, la dynastie Mac Carthy. Le 20 février 1367, Gerald fitz Maurice est fait à son tour Lord justicier, mais il est rapidement remplacé à cette fonction par Sir William de Windsor, qui est nommé le 3 mars 1369 et entre en fonction le 20 juin suivant .
Par contre, il subit une cuisante défaite face à la famille O'Brien. En 1370 Brian Sreamhach Ó Briain, roi de Thomond, expulse son cousin Toirdealbhach. Gerald tente de le réinstaller. Brian marche sur Limerick et défait le comte de Desmond lors d'un combat au sud du Shannon, la bataille de Nenagh. Il incendie la cité et les domaines du comte qui est capturé. Finalement, la paix est rétablie entre eux en 1388.
Pendant sa captivité Gerald compose de la poésie en gaélique, dont le poème « Mairg adeir olc ris na mnáibh » (Ne parle pas mal de la femme). Il est également un poète accompli en anglo-normand. Gerald est l'initiateur de l'adoption du langage gaélique par les comtes de Desmond de la famille FitzGerald. Parmi ses œuvres, « Duanaire Ghearóid Iarla » (Le Poème du Comte Gerald) a été conservé dans un manuscrit du XVe siècle, le « Livre de Fermoy ». Par ailleurs, neuf de ses poèmes sont également conservés dans le « Livre du Doyen de Lismore » (Book of the Dean of Lismore), écrit au début du XVIe siècle par l'écossais James Mac Gregor. « Duanaire Ghearóid Iarla » a été publié par Gearóid Mac Niocaill. Des fragments de vers anglo-normands qui lui sont attribués subsistent et sont connus sous le nom de Proverbes du Comte de Desmond,.
Il meurt vers le 12 octobre 1398 .

## Union et postérité
En 1359, Gerald épouse Éléonore (ou Ellen) Butler, fille de James Butler. Elle meurt en 1404. Ils ont quatre fils et deux filles :
1. John FitzGerald (4e comte de Desmond) 4e comte de Desmond,
2. Maurice FitzGerald de facto comte de Desmond,
3. James FitzGerald (6e comte de Desmond), 6e comte de Desmond, dit l'Usurpateur,
4. Robert FitzGerald de Adair,
5. Joan, qui épouse Maurice FitzJohn, seigneur de Kerry,
6. Catherine, qui épouse John FitzThomas.

## Sources
- (en) Clare Downham, Medieval Ireland, Cambridge, Cambridge University Press, 2018 (ISBN 9781906716066)
- (en) T.W. Moody , F.X. Martin, F.J Byrne, A New History of Ireland , Volume IX Maps, Genealogies, Lists. A companion to Irish History part II, Oxford, Oxford University Press, réédition 2011 (ISBN 978-0-199-59306-4).
- (en) Art Cosgrove (sous la direction de), A New History of Irland, Volume II Medieval Ireland 1169-1534, Oxford, Oxford University Press, 2008 (ISBN 978019 9539703)